# Schwerin (Mecklenburg-Elő-Pomeránia)
Schwerin Mecklenburg-Elő-Pomeránia tartományi fővárosa. Rostock után a második legnagyobb tartományi város, és a négy legnagyobb tartományi központ egyike. Alig 100 000 lakosával a legkisebb német tartományi főváros.
A város az idők során a Schwerini-tó (Schweriner See) déli és nyugati partjai mentén terjedt ki. A mai schwerini kastély helyén állt várról már a 10. században említést tesz egy utazó. Ez a vár volt a mecklenburgi hercegek rezidenciája, a kastély pedig 1990 óta a tartományi gyűlésnek (Landtag) ad otthont

## Földrajz

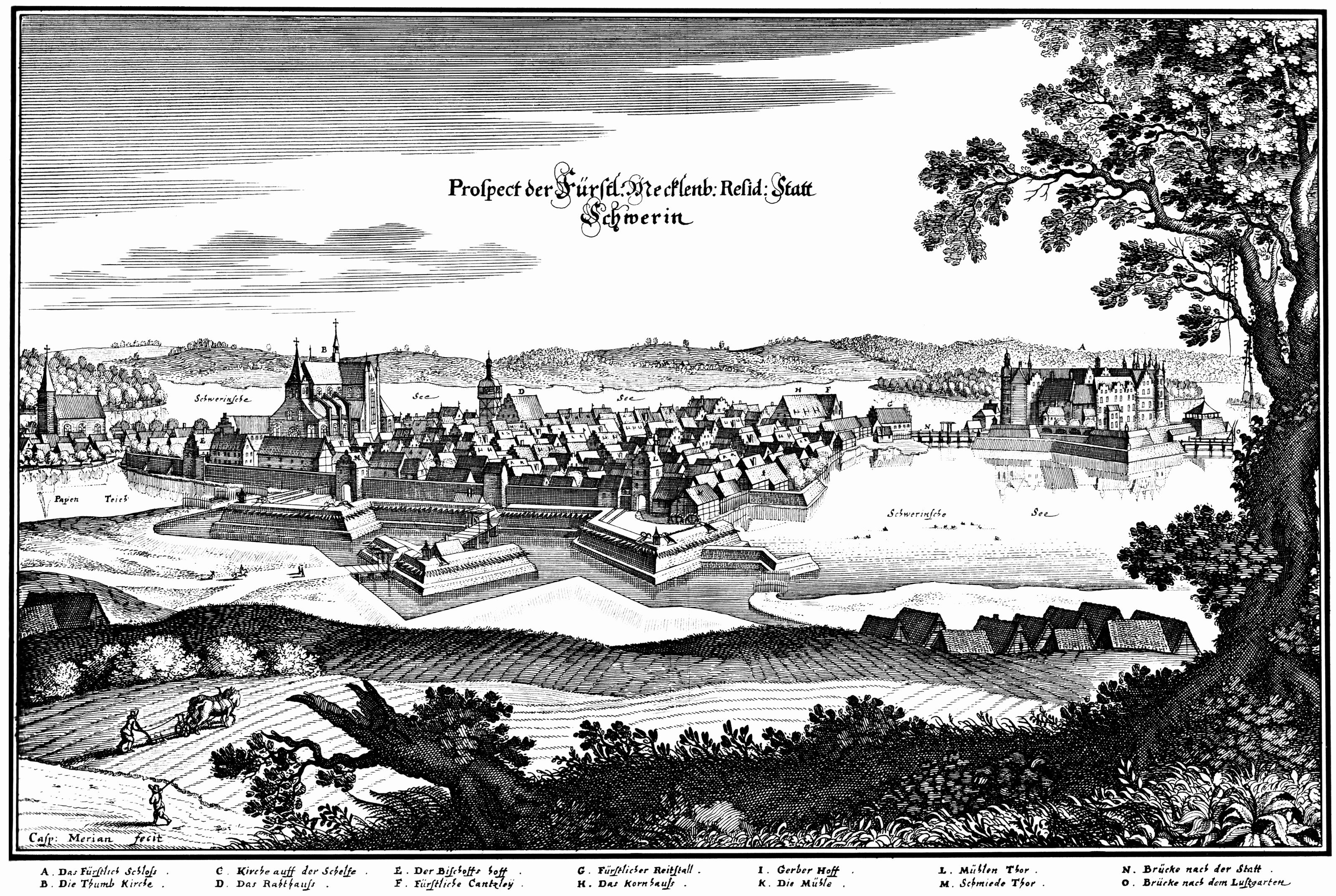
Schwerin 1653-ban

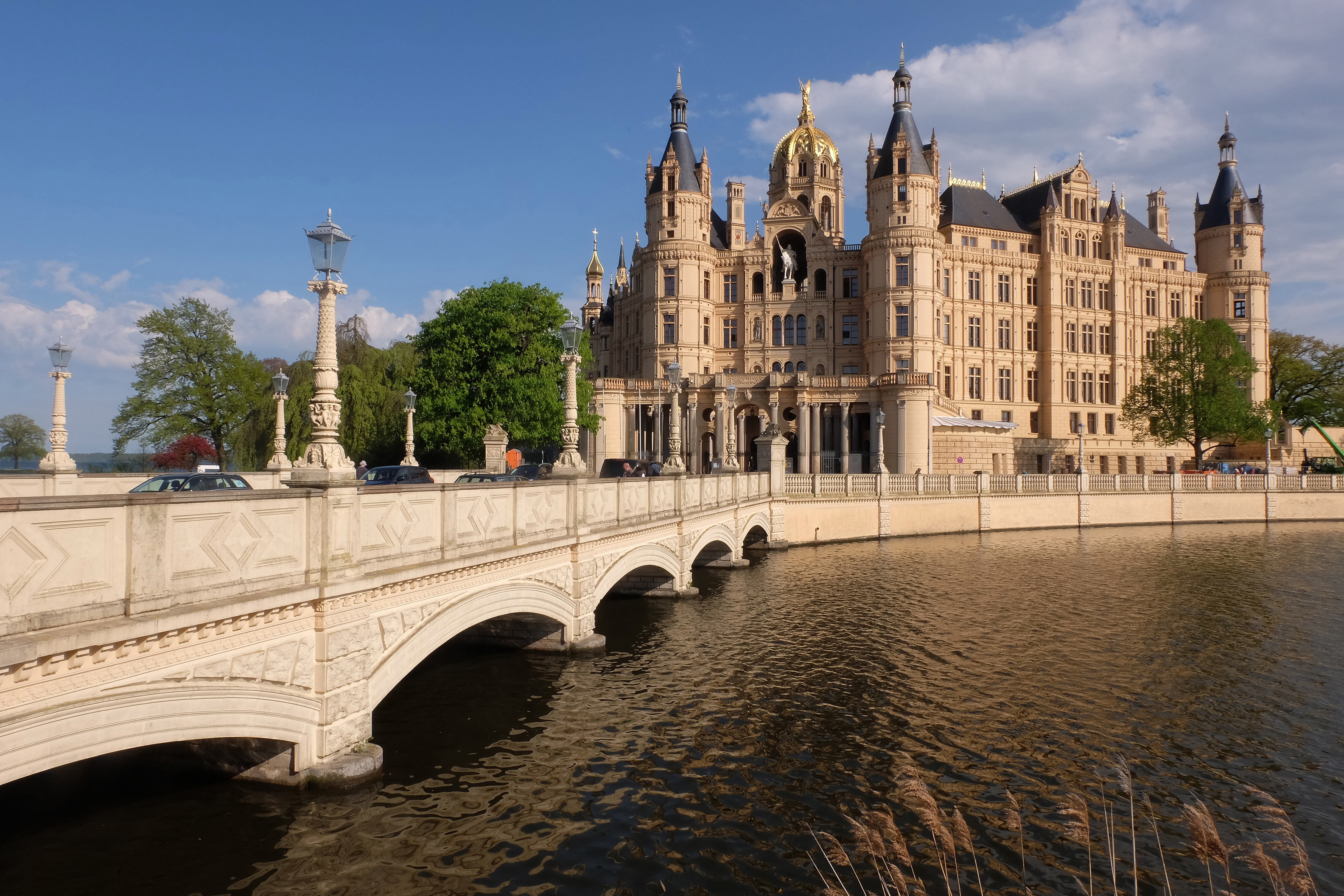
A schwerini kastély

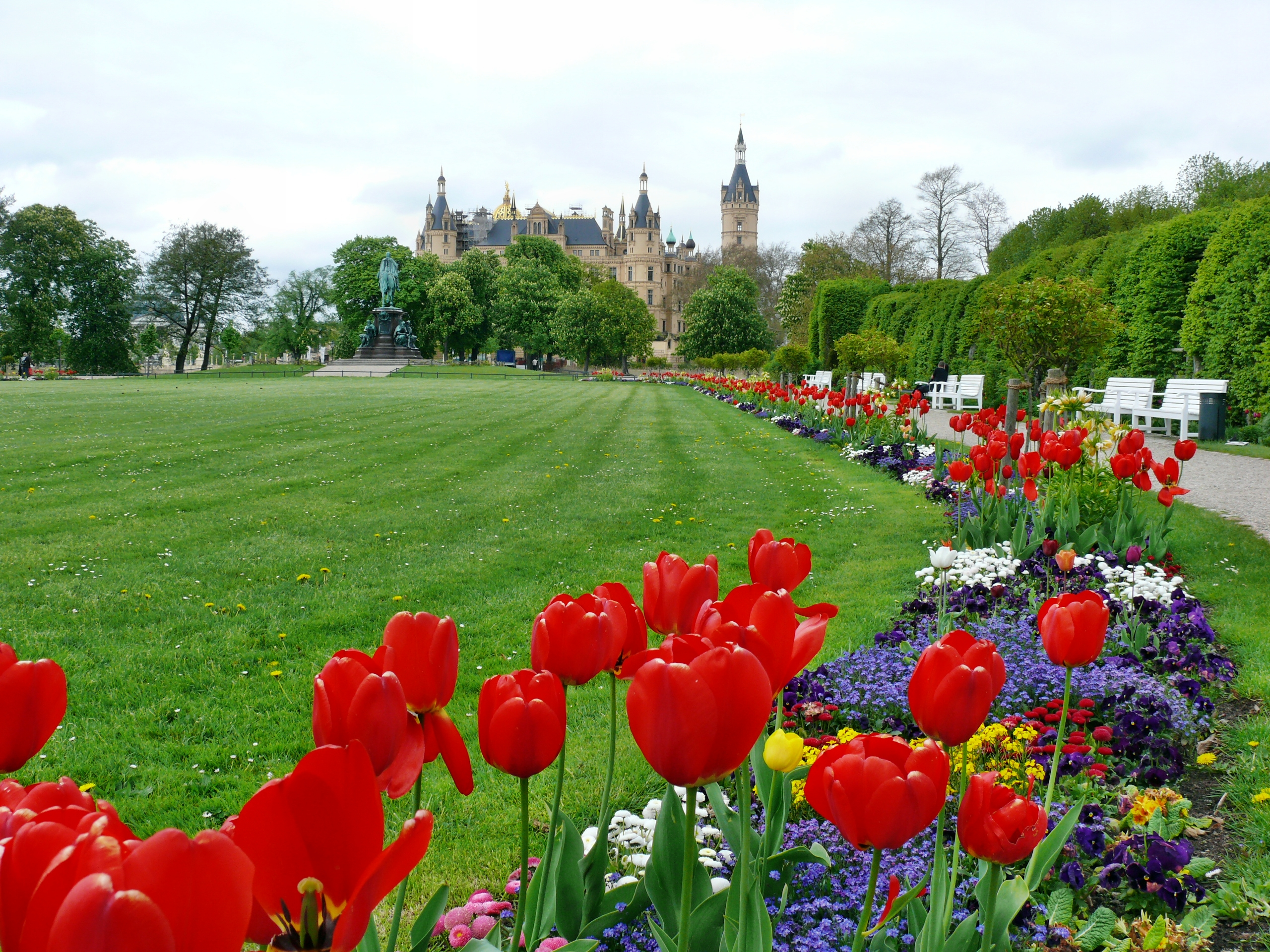
A kastély és parkja

Schwerin Mecklenburg-Elő-Pomeránia tartomány nyugati részén fekszik, a Schwerini-tó délnyugati partja mentén, erdőkkel borított környezetben. A környék tavakban gazdag. A közelben található tavak a Burgsee, a Fauler See, a Grimkesee, a Heidensee, a Große Karausche, a Lankowi-tó, a Medewegi-tó, a Neumühli-tó, az Ostorfi-tó, a Pfaffenteich, valamint a Ziegelsee. A környéken lévő folyóvizek közül kiemelendő az Aubach, valamint a Störkanal.
Schwerint lakói „a hét tó és erdők városának” nevezik. Ez az elnevezés azokra az időkre vezethető vissza, amikor a város még nem érte el mai kiterjedését. Ekkor a Schwerint valóban csupán hét tó, és számos erdő vette körül, ezeket azonban a város mára bekebelezte. A város mai 130,46 km²-es felületének kb. 28,9%-a vízfelület.
A legközelebbi nagyvárosok: Wismar, kb. 30 kilométerre északon fekszik, Lübeck, kb. 54 kilométerre északnyugaton fekszik, a kb. 69 kilométerre, északkeleti irányban található Rostock, valamint a kb. 94 kilométerre nyugati irányban fekvő Hamburg.

## Történelem
Schwerin szláv település, mely valamikor a 7. században keletkezett. Az őslakók vára "Zuarin" néven egy 1018-ból való oklevélben szerepelt először és a jelenlegi úgynevezett kastélyszigeten (Slossinsel) helyezkedett el. A település az obodrita szláv törzs leverése után 1160-ban Oroszlán Henrik szász hercegtől városjogot kapott. Henrik a régi várat leromboltatta és helyén kastély épült.
A város Swerin hercegség lett 1167-ben, és 1171-ben a székeskáptalan megalapításával fejedelmi és egyben püspöki székhely lett. A következő századokban azonban a várost több tűzvész is pusztította, ezért a középkori óvárosból nem sok maradt fönn.
Schwerin életébe a 15. század hozott fellendülést, Mecklenburg szellemi életének központjává vált. János Albrecht herceg a kastélyt reneszánsz stílusban átépíttette, a művészetek és a tudomány fejlesztésére iskolát, könyvtárat, levéltárat létesített itt. Az ezáltal fellendülő szellemi élet a városba több kiváló tudóst és művészt is idevonzott.
1556-ban és 1561-ben újabb tűzvészek pusztítottak, majd a harmincéves háború pusztításai és az ezt követő járványok mértek csapást a városra.
A város legjelentősebb műemléke a Szűz Mária és Keresztelő Szent János-templom, melynek építéstörténete 1171-ig, a püspökség megalapításának évéig nyúlik vissza, mikor fából készült szükségépület alapkövét rakták le. A késő román stílusban épült dóm építését 1222 körül kezdték meg, majd 1270-ben az északnémet jellegnek megfelelően gótikus téglaszékesegyházzá kezdték átépíteni, az építkezés teljes befejezésére azonban csak 1415-ben került sor. 117,5 méter magasságú, hatalmas tornyát  1889-1892 között emelték.

## Nevezetességek
- Schwerini kastély
- Szűz Mária és Szent János evangélista templom
- Szent Pál templom

## Híres emberek
- Itt született André Brie német politikus, író (1950 –)
- Itt halt meg Bernhard Quandt német politikus, 1951–1952 között Mecklenburg miniszterelnöke.

## Galéria

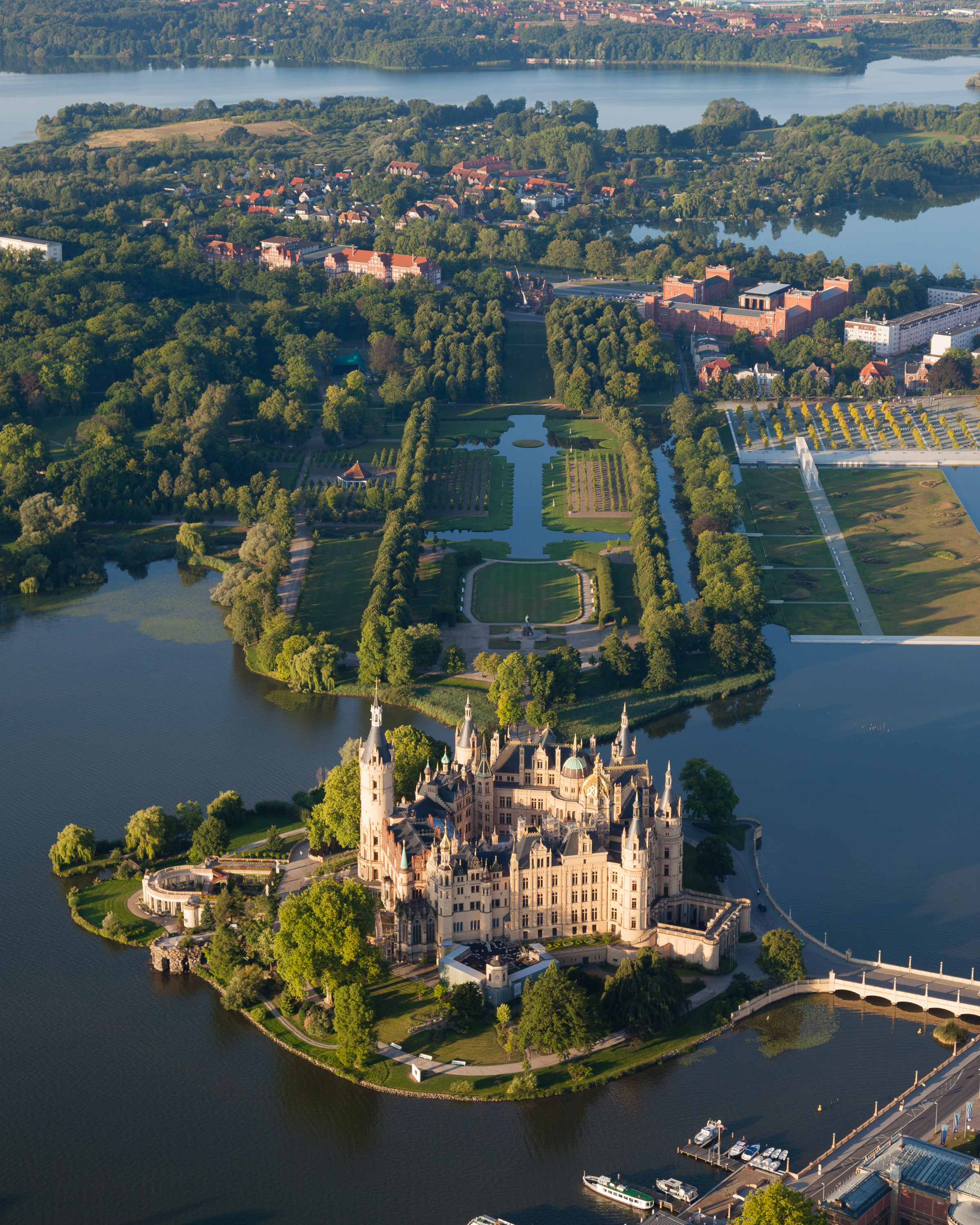
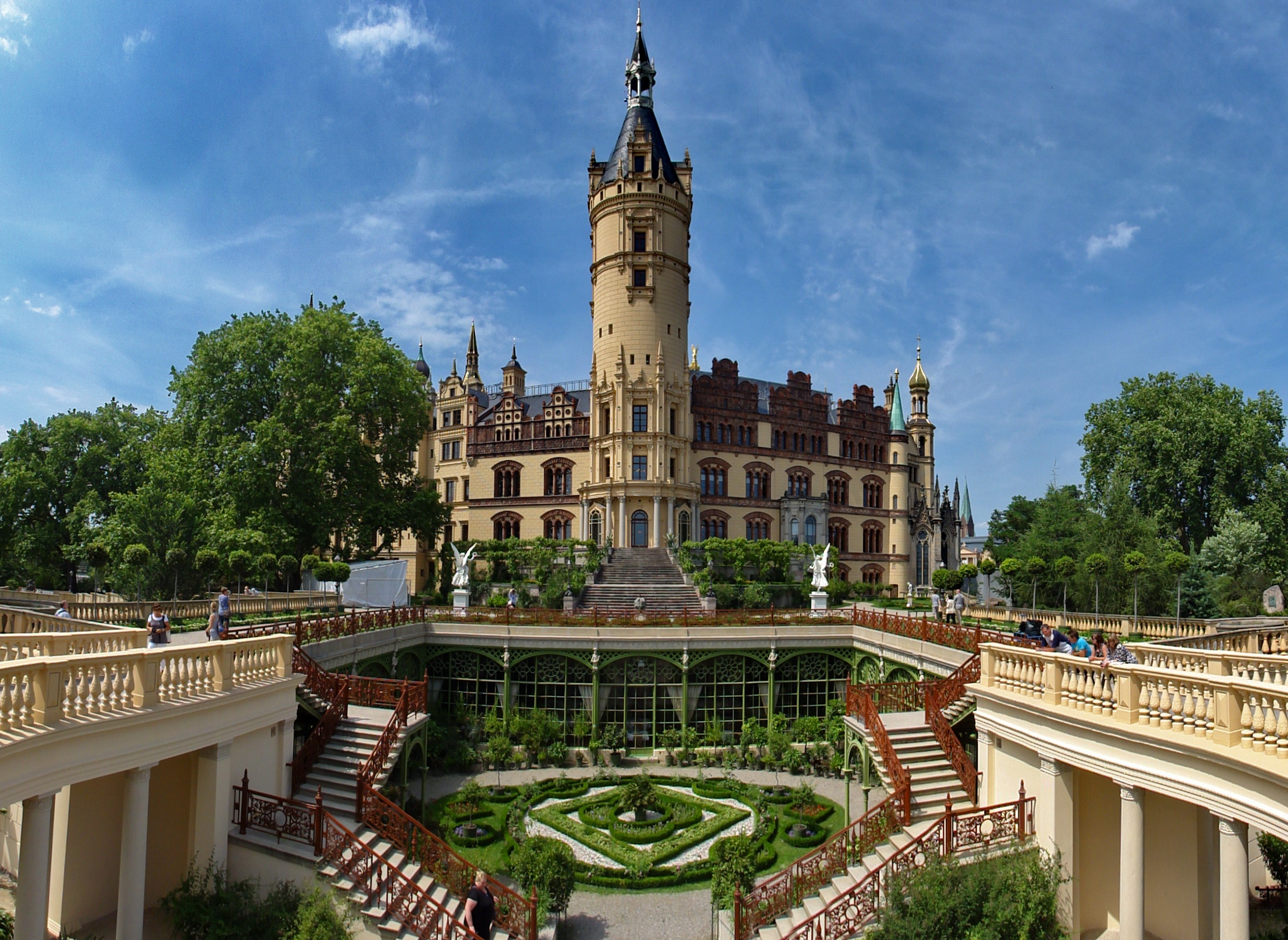
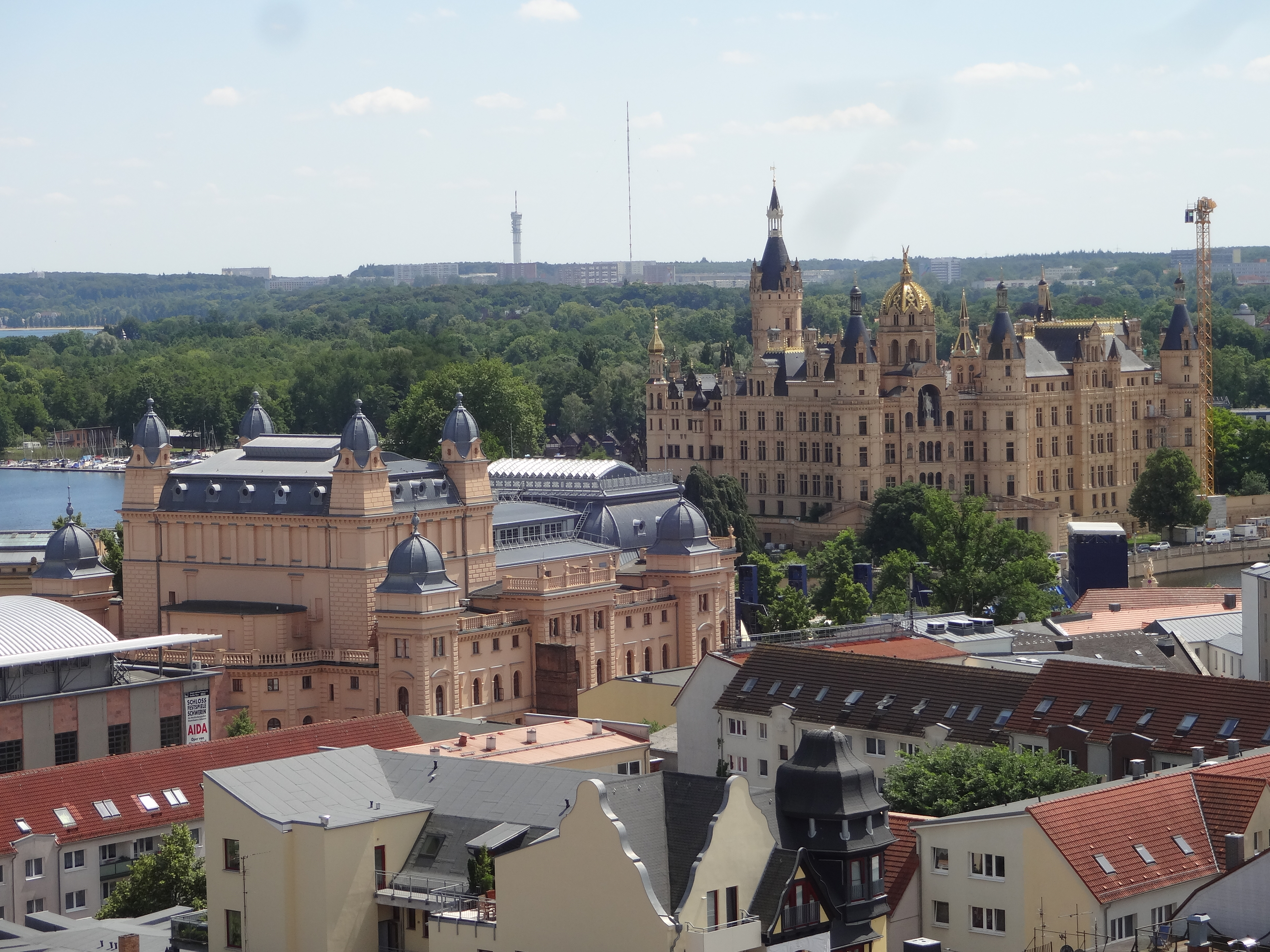
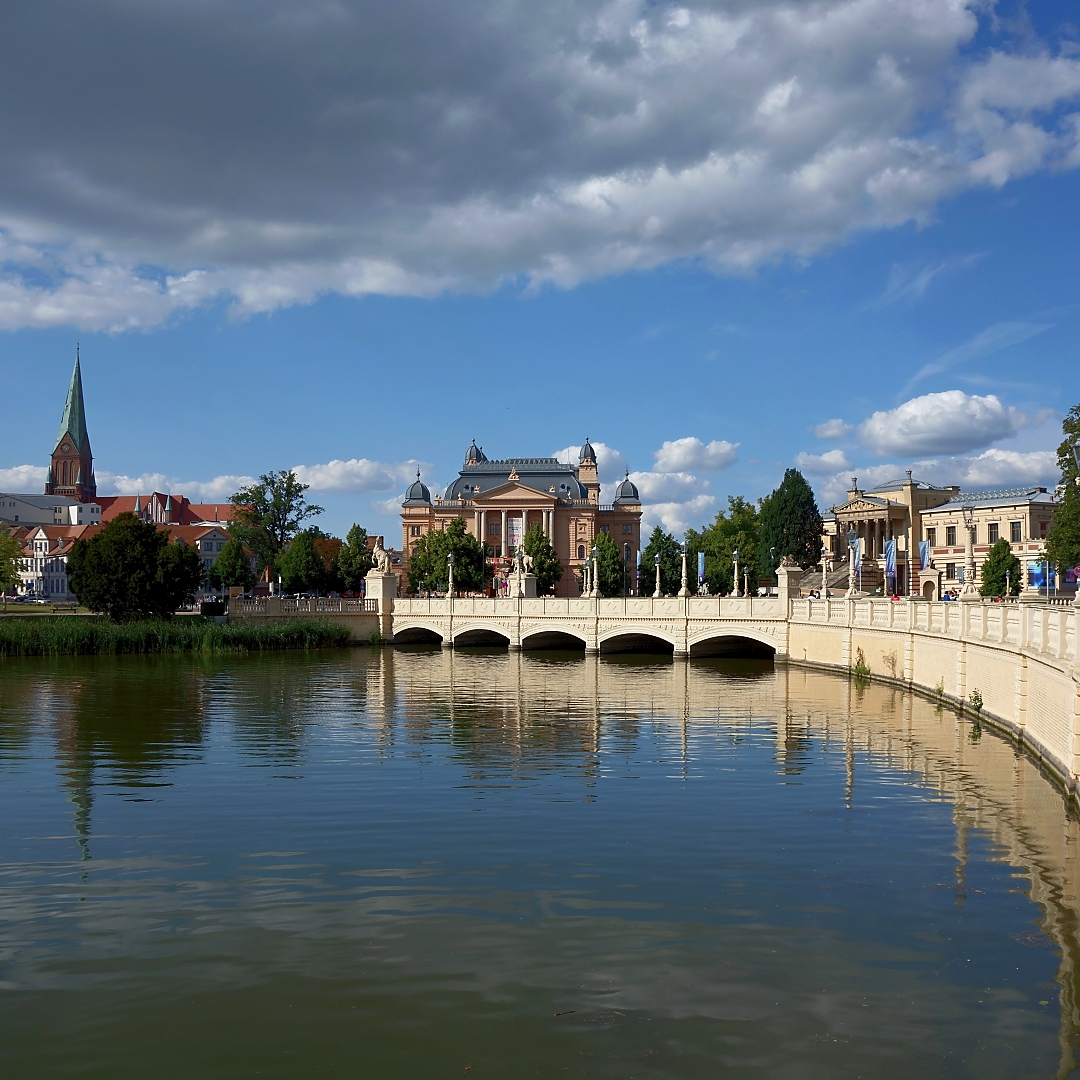
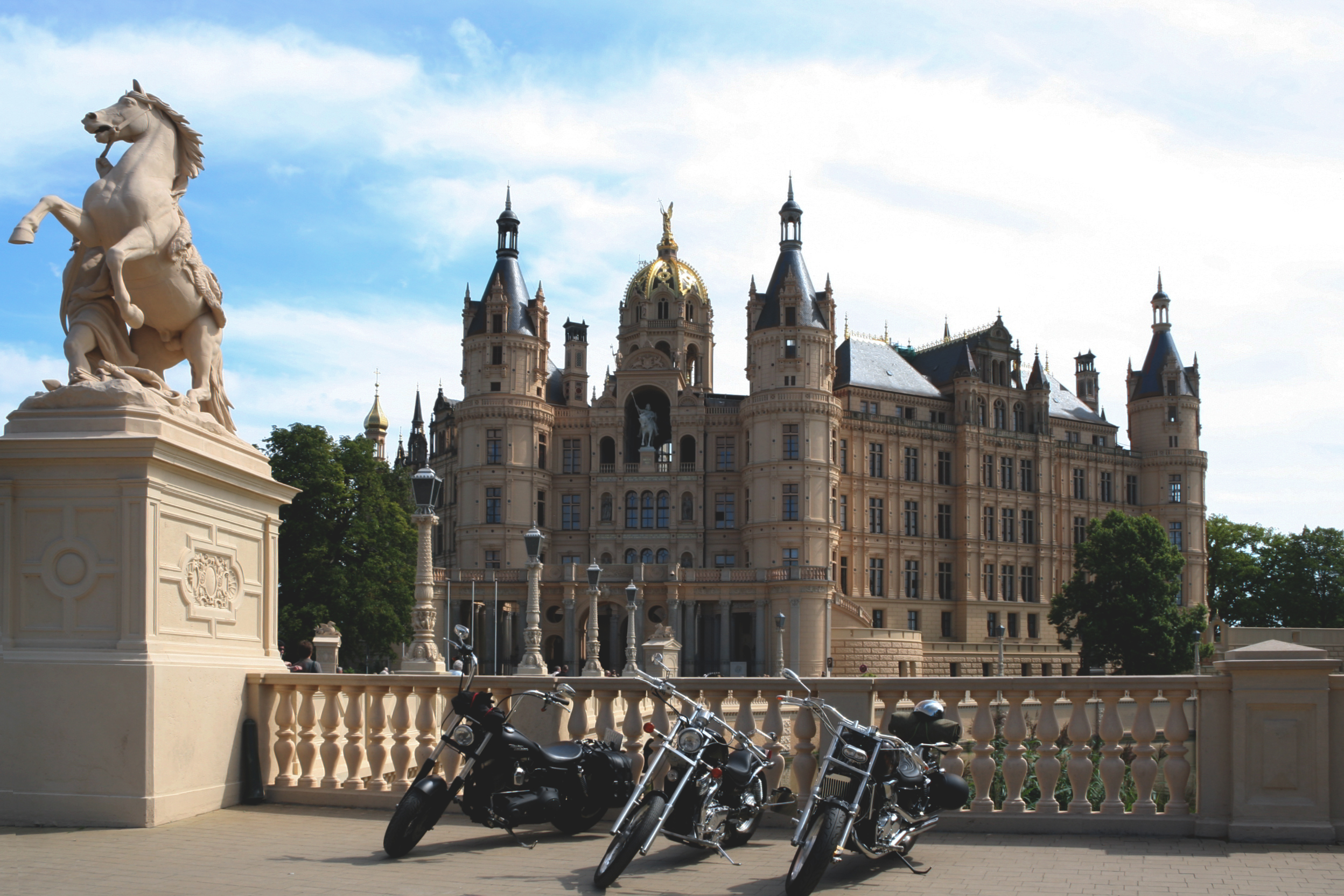
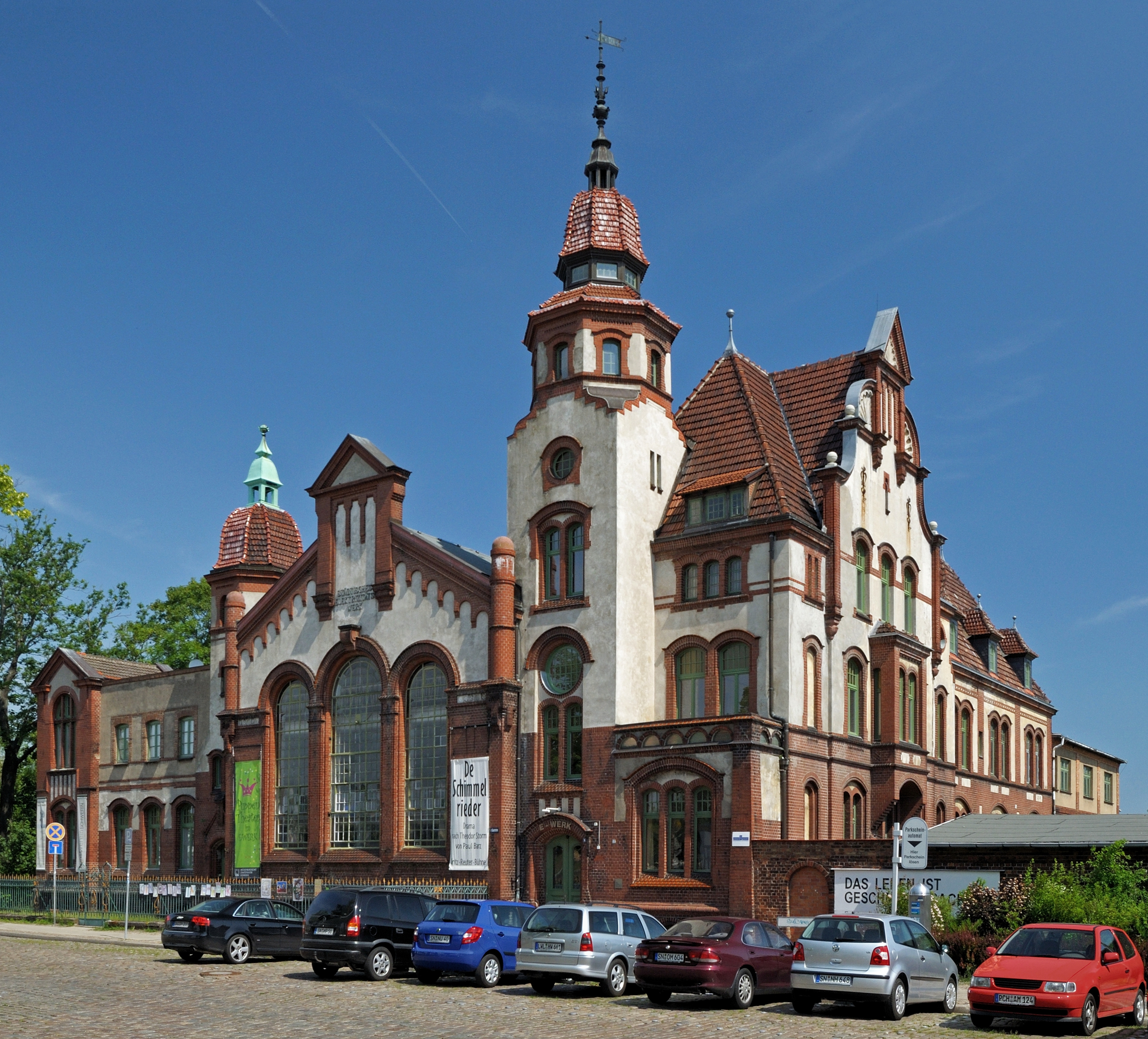
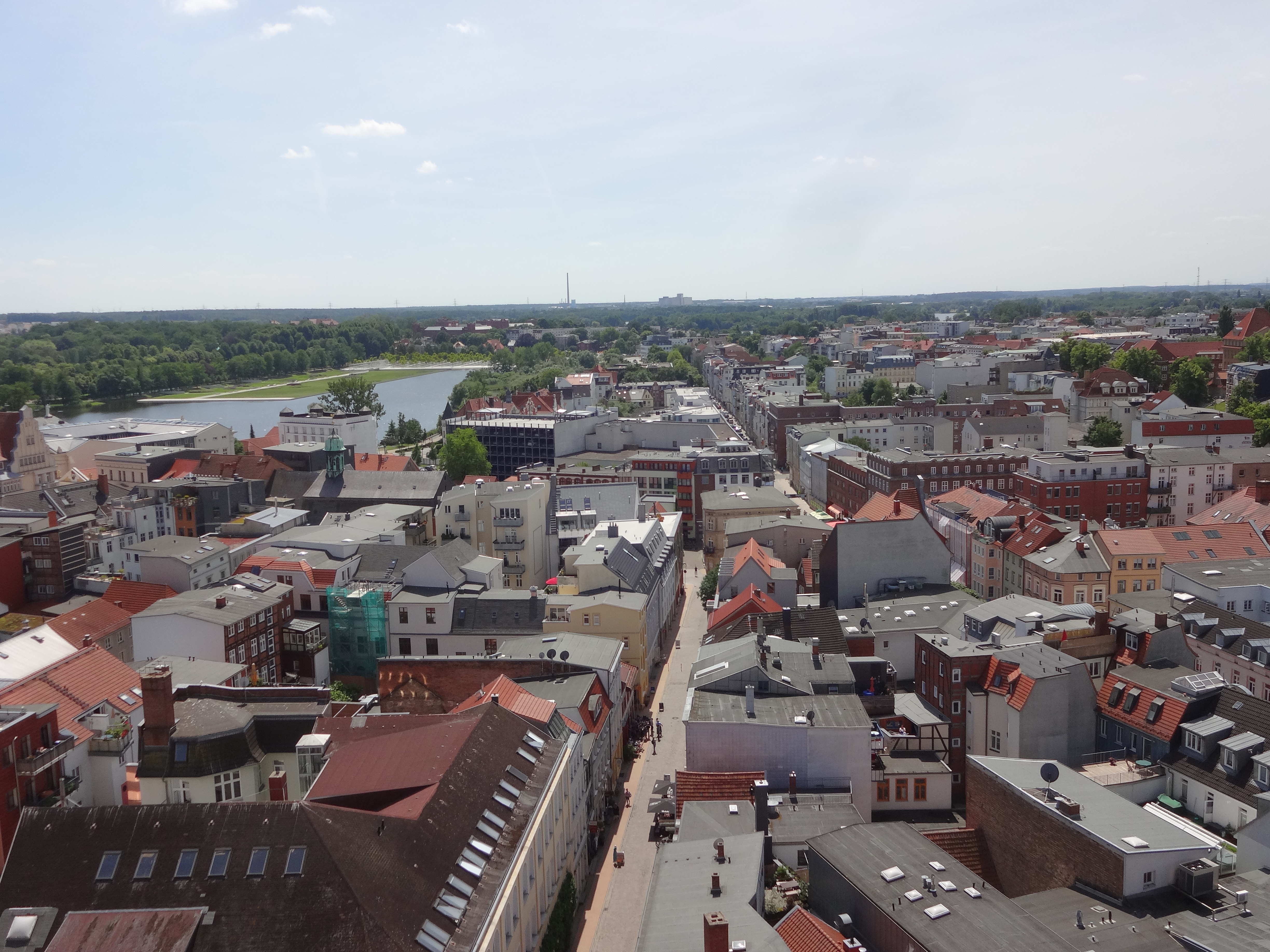
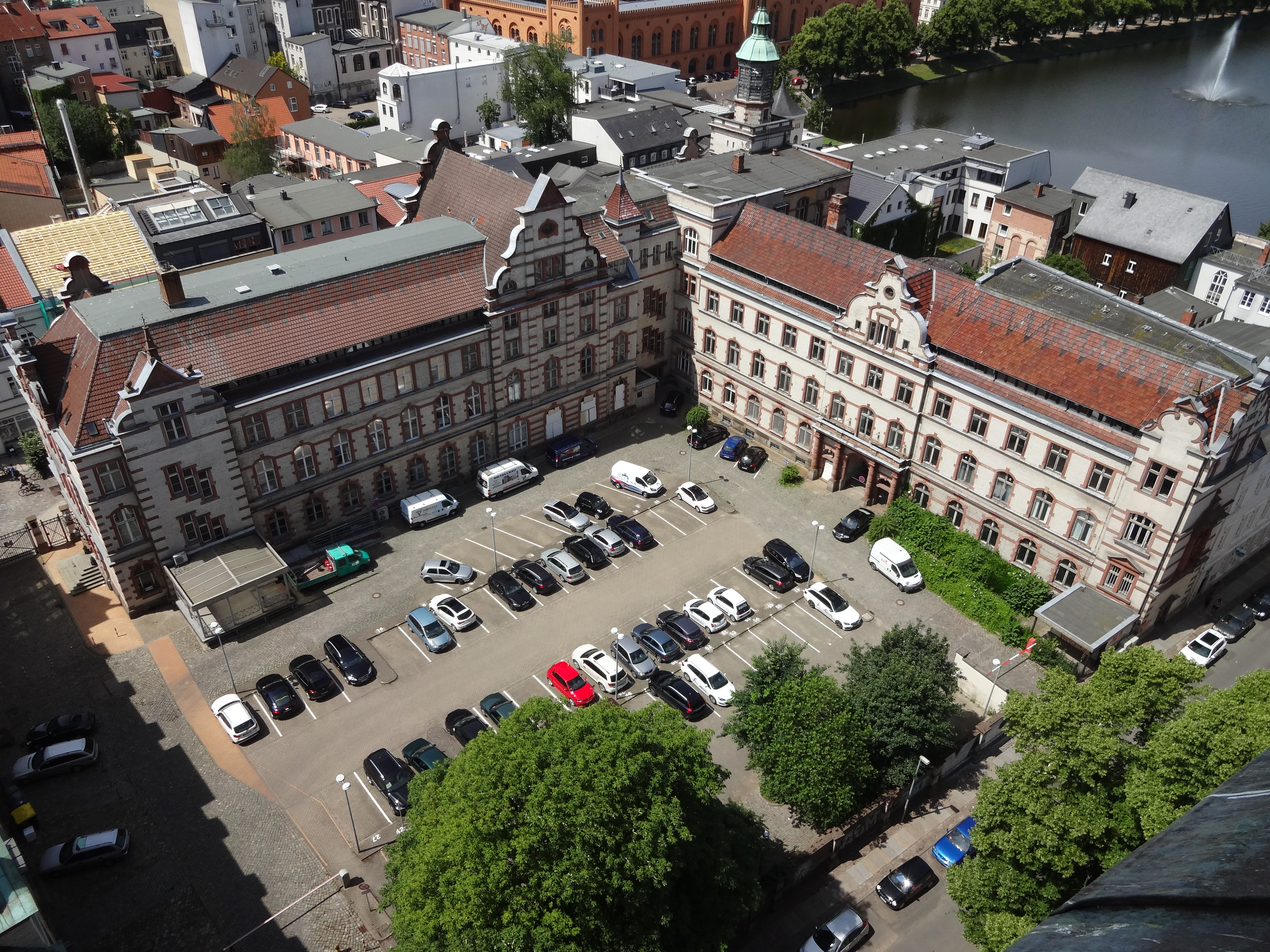
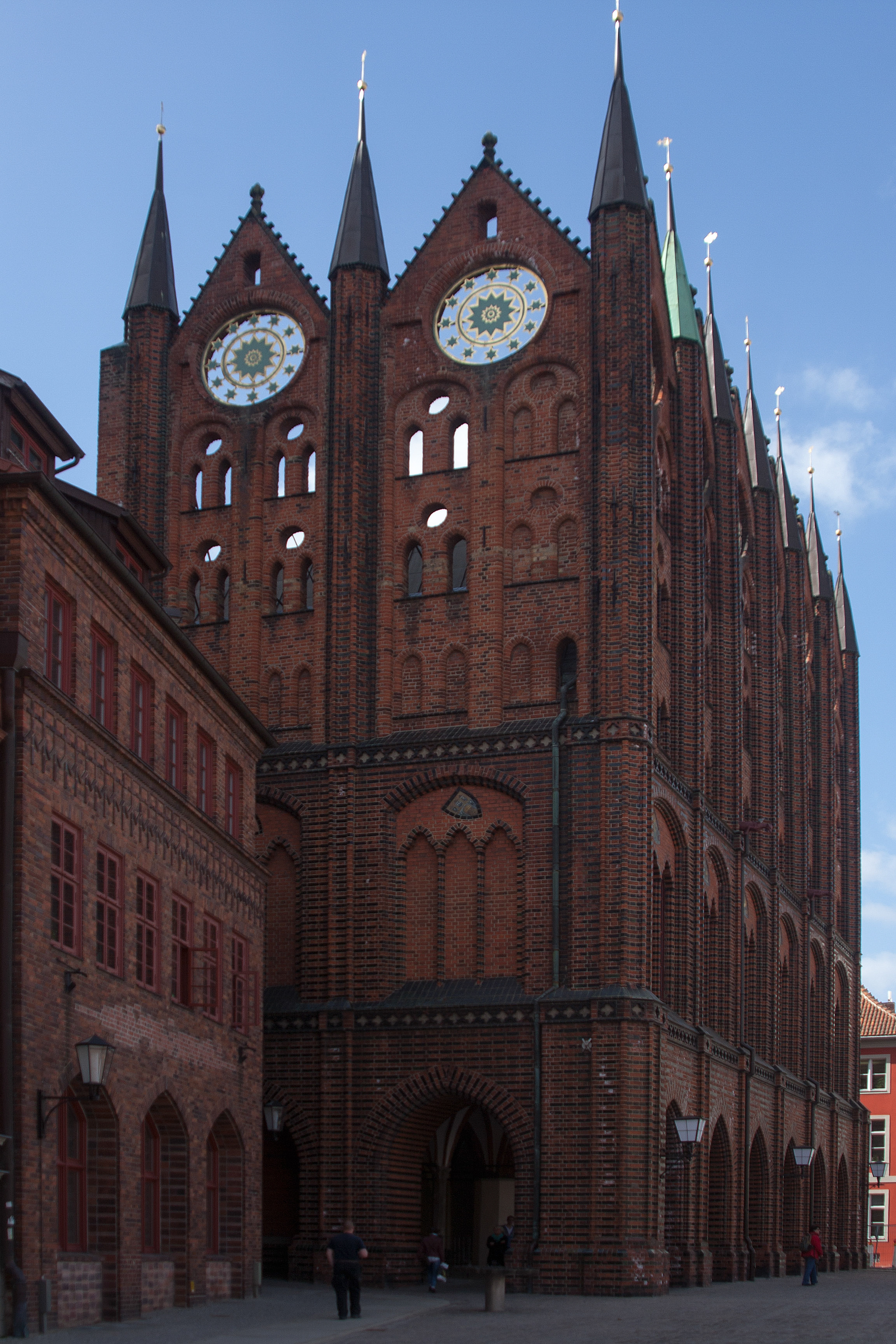
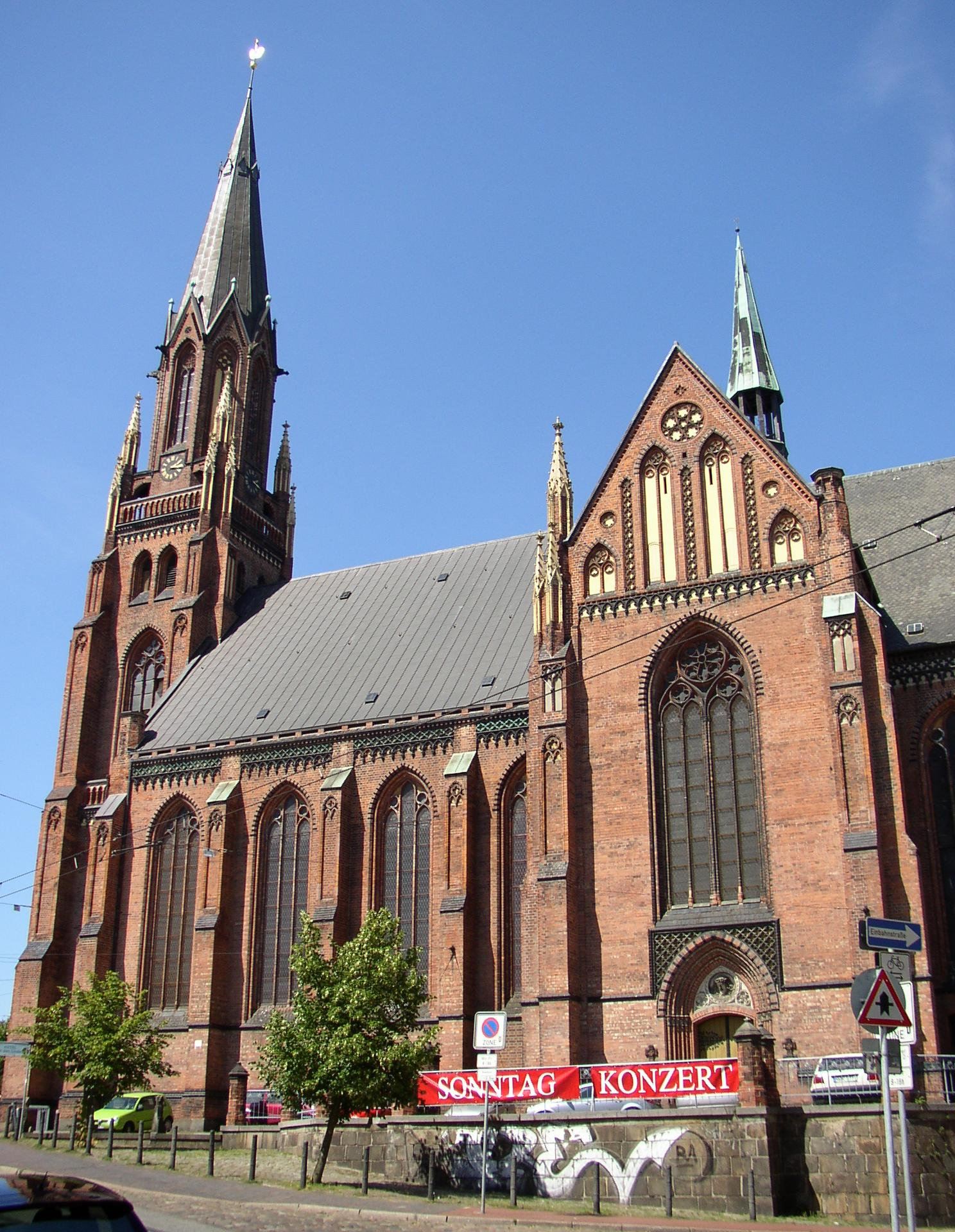
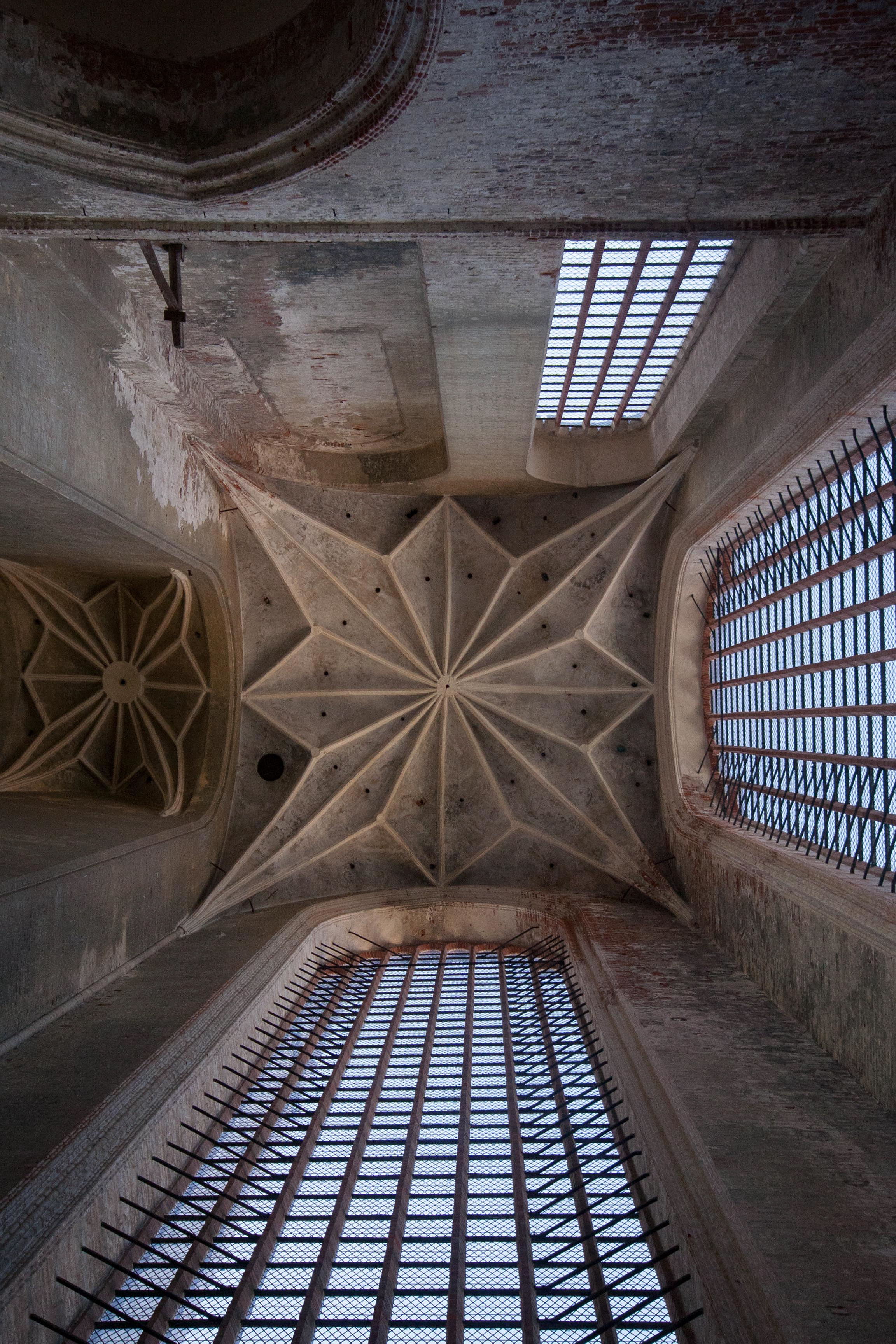
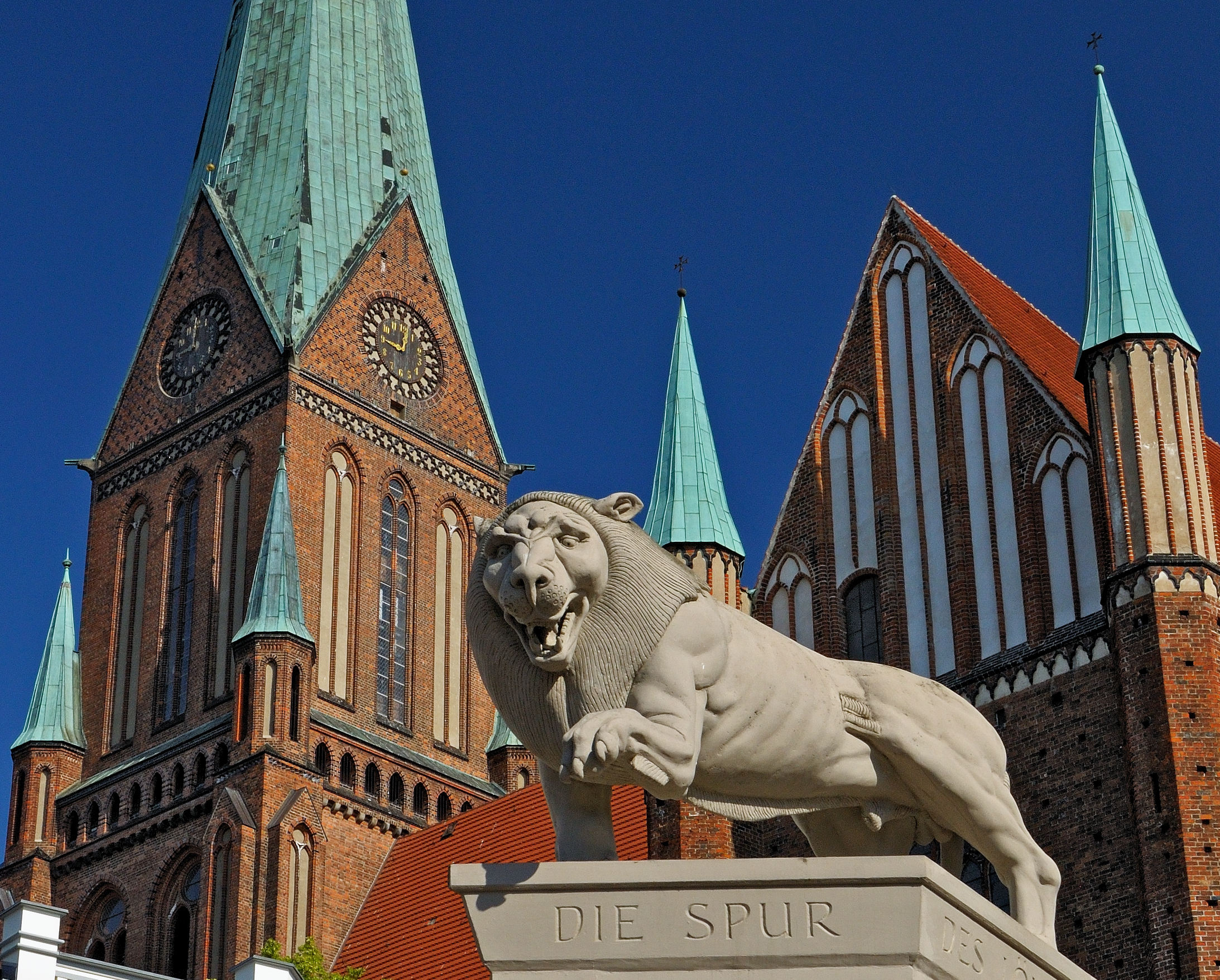
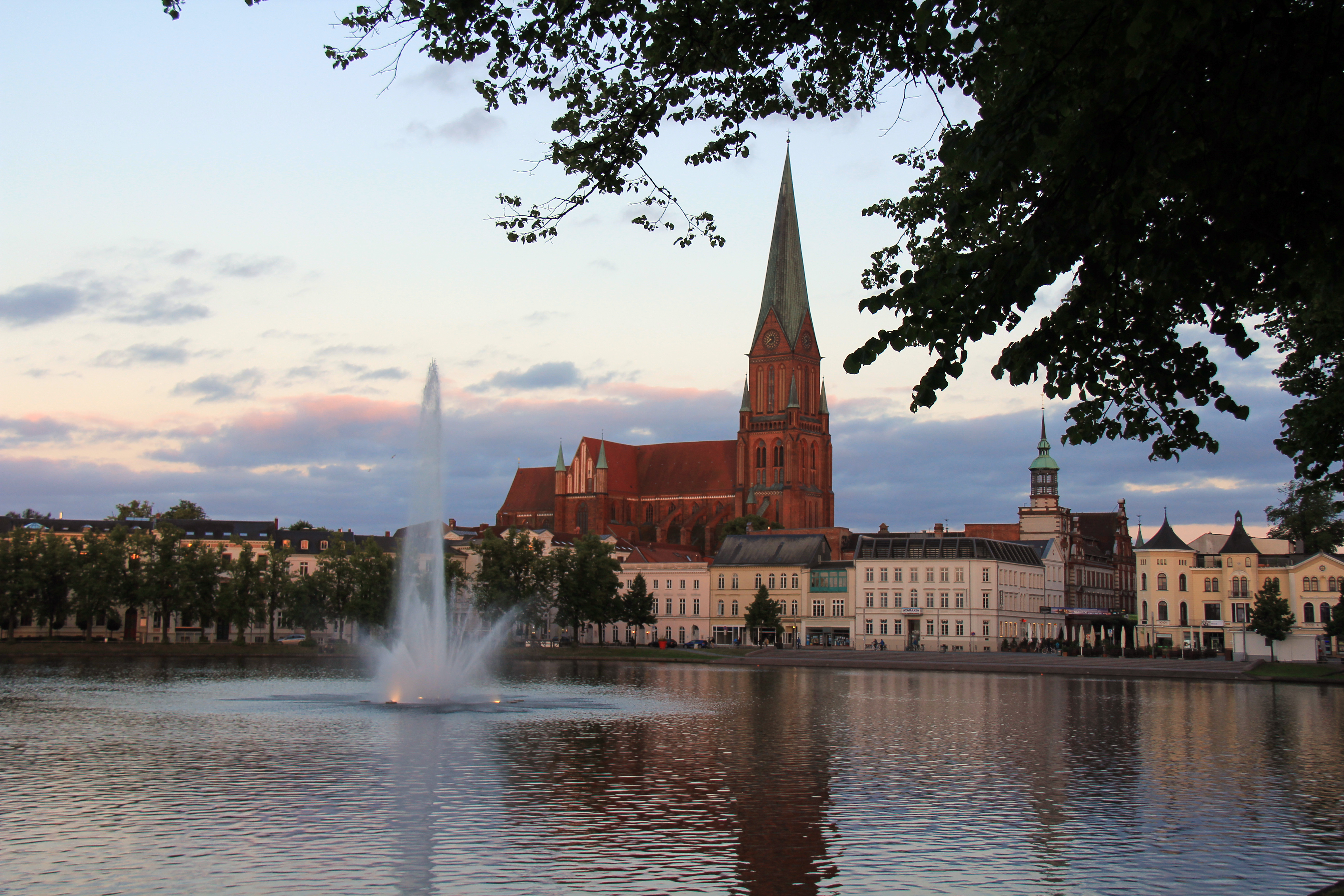
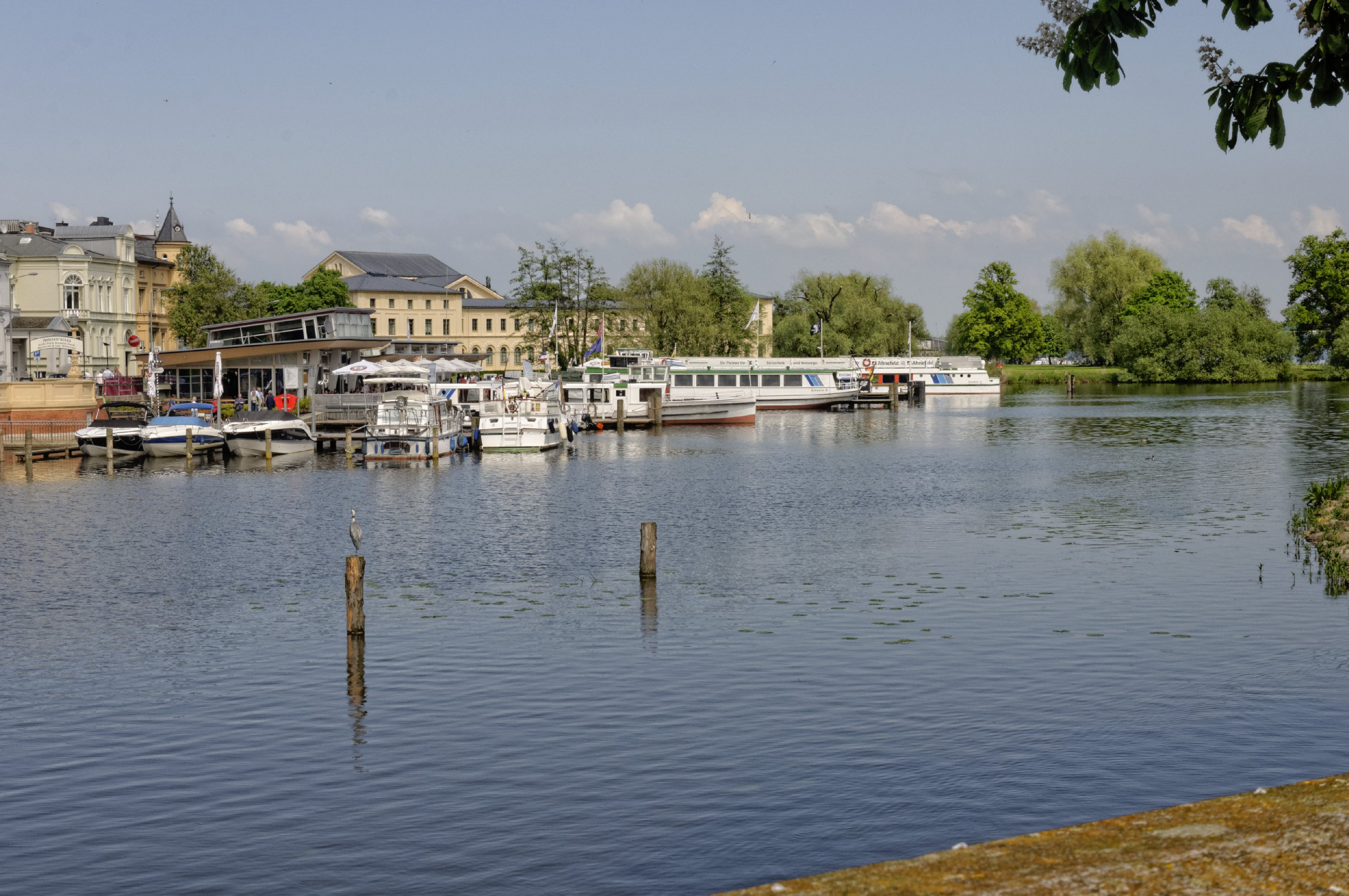

## Népesség
A település lakosságának változását az alábbi diagram mutatja:
| Lakosok száma | 97 389 | 121 175 | 101 267 | 95 220 | 91 264 | 91 583 | 95 818 | 95 818 | 98 596 | 98 733 |
|               | 1970   | 1980    | 2000    | 2010   | 2012   | 2013   | 2018   | 2019   | 2022   | 2023   |